# Station Miłobądz
Station Miłobądz is een spoorwegstation in de Poolse plaats Miłobądz.